# رأس العين (فلم)
رأس العين هو فيلم بوليسي تلفزي مغربي من إخراج محمد لطفي سنة 2001، و بطولة كل من حميدو بنمسعود، رشيد الوالي، حمادي التونسي، عبد الكبير الركاكنة، سعيد باي.

## القصة
تدور احداث الفيلم حول قصة شابة تعمل في أحد المصانع، تُقتل في ظروف غامضة فتبدأ التحريات للكشف عن خيوط الجريمة.